# 花樣年華
《花樣年華》是2000年上映的香港浪漫劇情電影，該片為王家衛導演的第七部電影，靈感來自劉以鬯的小說《對倒》。電影由香港與法國合拍，张曼玉、梁朝偉共同主演。該片以1960年代的香港為背景，講述一名報館編輯與一名女子之間的婚外情，並逐漸對彼此產生微妙感情的故事。
《花樣年華》於2000年5月20日在坎城影展上首映， 並獲得好評及金棕櫚獎提名；梁朝偉獲得最佳男主角，成為首位獲此殊榮的香港男演員。《花樣年華》經常被列為有史以來最偉大的電影之一，也是亞洲電影的主要作品之一。在2005年，獲香港電影金像獎協會票選為「最佳華語電影一百部」之一。2022年，《视与听》的史上最偉大電影評論將這部電影排在第5位，是1975年至2022年間排名最高的電影。
《花樣年華》為王家衛非正式三部曲的第二章，故事上承《阿飛正傳》，下續《2046》。

## 劇情大綱
西元1962年的英屬香港，報社記者周慕雲（梁朝偉 飾）與妻子搬入一棟以上海移民為主的公寓，同日，蘇麗珍（張曼玉 飾）與任職日資企業的丈夫陳先生也搬進了隔壁房間。兩對夫妻分別寄居在顧家與孫家兩戶人家之中，由於周的妻子與蘇的丈夫因工作經常不在家，兩人逐漸感到孤單，蘇麗珍的房東孫太太性格熱情但稍嫌強勢，加上鄰居們時常聚在一起打麻將，使兩人鮮少與其他住戶共餐，日常生活頗為孤單。
起初，周慕雲與蘇麗珍僅有禮貌而疏離的往來。然而，當他們各自察覺配偶行跡可疑後，彼此的關係開始變得微妙。周慕雲注意到妻子擁有一款只能在海外購得的手提包，恰巧蘇麗珍的丈夫近期剛從國外返港，正是該包的購買者；而蘇麗珍則發現丈夫佩戴的領帶與周慕雲的一條相同，周慕雲則表示那是妻子從國外帶回來送他的禮物。兩人因而意識到，配偶間極可能正在發展婚外情。為了理解配偶的情感轉變，他們開始嘗試模擬配偶相識、相處、發展感情的過程。透過這樣的「演練」，兩人之間的情愫悄然滋長，然而他們仍努力克制自己，害怕重蹈配偶不忠的覆轍。
周慕雲邀請蘇麗珍協助撰寫他長期構思的武俠小說，兩人共處的時間變得更頻繁，這也引來鄰居們的閒言碎語。為避開他人耳目，周租下附近一間旅館 (房號 2046）作為寫作空間。在這段日益親近的關係卻也讓蘇感到愈發不安。他們的關係忽近忽遠，時而冷淡，時而重啟。即使兩人維持柏拉圖式的關係，但他們的接觸逐漸引起周遭關注。周決意抽身預演與蘇的道別場景，但卻令蘇最終情緒潰堤。在計程車上，蘇表示晚上不想回家。後兩人聽見電台播放周璇〈花樣的年華〉，心中情感難以平復。不久後，周慕雲獲得前往新加坡工作的機會，並邀請蘇一同前往。雖然蘇最終決定赴約，抵達旅館時卻已錯過與周同行的機會。在空無一人的房內內，蘇靜靜落淚。
翌年，蘇前往新加坡試圖與周聯繫，她曾打電話給周，儘管電話最終轉接至周，但蘇仍選擇沉默掛斷。周返家後，發現室內有人進入過的痕跡，並在煙灰缸中看到一枚帶有口紅印的煙蒂，從而意識到蘇曾探訪。當晚，周在新加坡向友人談起一段往事：「古人若有不能說出口的秘密，會登上山丘，在樹上挖洞，將心事低語其中，再用泥土封住洞口。」
三年後，蘇拜訪即將移民美國的孫太太，詢問是否能租住她過去的房間。稍後，周自新加坡返回香港，探望昔日房東顧家，得知他們已經搬離移民菲律賓。現任住戶告訴他，隔壁的孫家也已搬走，目前居住的是一位女子與她年幼的兒子。周並未察覺該女子即為蘇麗珍，便默然離去。
故事最後，周在越戰期間來到柬埔寨參觀吳哥窟。他站在一處古牆前，在一名僧人默然注視下，他面對牆上的孔洞低聲細語，隨後以泥土封口，如同將心中無法傾訴的秘密永久埋藏。

## 演員列表
- 張曼玉 飾 蘇麗珍
- 梁朝偉 飾 周慕雲
- 潘迪華 飾 孫太太：包租婆
- 雷震 飾 何先生：蘇麗珍的老闆
- 蕭炳林[6] 飾 阿炳：周慕雲的同事
- 張耀揚 [註 1] 飾 陳先生：蘇麗珍的丈夫
- 孫佳君[註 1] 飾 周太太：周慕雲的太太
- 張同祖 飾 房客
- 顧錦華
- 陳萬雷 飾 顧先生
- 錢似鶯 飾 阿嬤

## 製作

### 製作團隊
- 導演：王家衛
- 編劇：王家衛、劉以鬯
- 製片：陳以靳、王家衛、張叔平
- 製作總監：彭綺華
- 美術、剪接總監、服裝設計：張叔平
- 副導演：蕭偉強、江約誠、羅金泉
- 攝影指導：杜可風、李屏賓
- 原創音樂：麥可·蓋拉索（英语：Michael Galasso）
- 燈光：黃志明
- 攝影助理：黎耀輝
- 美術：文念中
- 助理燈光：關永祥
- 場記：羅金泉
- 攝影/錄影製作：關本良（英语：Kwan_Pun_Leung）
- 劇照攝影：夏永康
- 道具助理：蕭炳林
- 助理製片：黃立德、陳慧詩
- 製片秘書：餘可欣
- 音效：杜篤之[7]
- 特別鳴謝：劉以鬯[8][9]

### 緣起

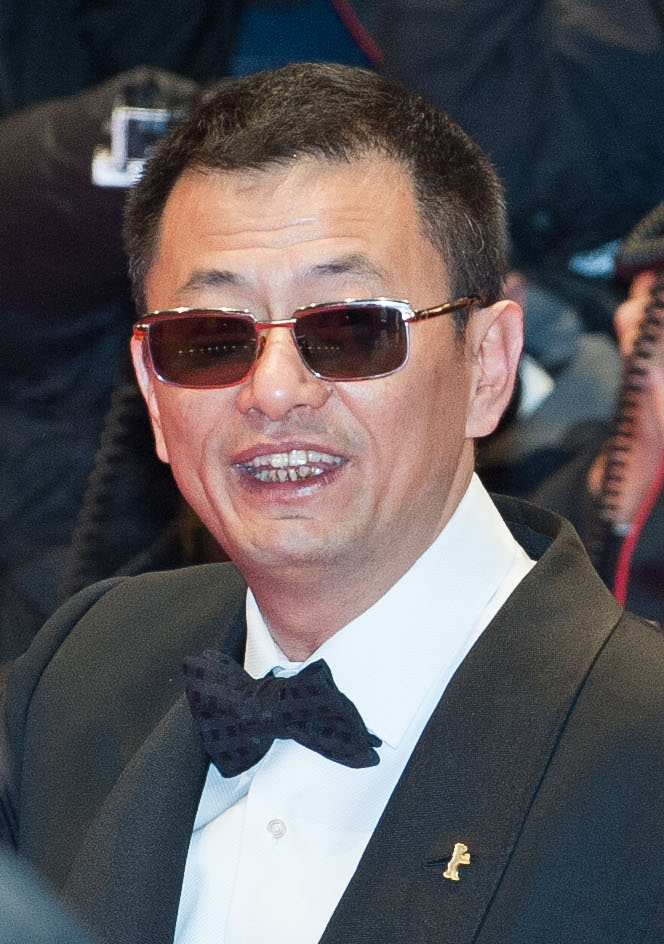
王家衛，本作導演。

《花樣年華》的製作始於1997年。1990年代，王家衛憑藉《重慶森林》和《墮落天使》等作品，取得了商業上的成功與評論界的一致好評，這些電影不僅鞏固了他在亞洲影壇的地位，也對全球眾多電影創作者產生了深遠影響，兩部片皆以當代香港為背景。他於1997年執導的《春光乍洩》亦在國際上取得顯著成就，並為他贏得了坎城影展最佳導演獎。
隨著香港回歸所引發的未來不確定性，以及經營小型獨立製作公司所帶來的高昂月支出與財務壓力，使王家衛在新片的籌備過程中不斷反覆推敲並重寫劇本，他原本構思以兩部連貫的電影呈現回歸前後的變遷：第一部片名暫定為《北京之夏》，主演為張曼玉與梁朝偉；第二部則為規模更大的科幻奇幻片，其靈感來自三部19世紀的歌劇，並預計由來自東亞各地的投資方及演員共同參與製作。儘管劇本尚未定稿，他與攝影師杜可風仍曾前往天安門廣場及北京市多地進行少量未經官方批准的拍攝，甚至製作了電影海報。王家衛已著手劇本撰寫，自《阿飛正傳》以來，他慣於將劇本作為獲取資金的初步藍本，並保留在拍攝現場隨時調整的彈性。
由於無法與國家電影局就拍攝許可達成協議，該項目最終被迫中止。儘管如此，王家衛並未完全放棄這一構想。在《春光乍洩》拍攝完成後，他閱讀让·安泰尔姆·布里亚-萨瓦兰的著作《廚房裡的哲學家》，該書啟發他思考是否能以「食物」為主題拍攝一部電影，進而促使他重新構想《北京之夏》的計劃。原本以北京為主要場景的設定遂轉移至澳門，並以食物作為故事的核心元素。王家衛構思了三條平行發展的故事線，分別對應三種日常生活中的發明物，象徵不同的情感樣貌：其一為講述綁架者與被綁者之間關係的「泡麵」故事；其二為描繪同住一棟公寓的作家與鄰居，其配偶皆有外遇的「電飯煲」故事；其三則為快餐店老闆與顧客之間的「快餐店」故事。
當時，張曼玉原定參演史蒂芬·史匹柏執導的《藝伎回憶錄》，劇組因此認為其檔期有限，遂計劃先行拍攝「快餐店」單元，後再製作「電飯煲」單元。然而，隨著拍攝進度推進，作品逐漸延長，王家衛最終決定捨棄三段式結構，專注於發展「電飯煲」故事。隨著故事背景由中國大陸轉回1960年代的香港，此單元最終演變為後來的《花樣年華》。
已完成的「快餐店」單元僅以10天拍攝完成。王家衛曾於2001年接受約翰·鮑爾斯（John Powers）採訪時，詳細說明該段故事的緣起與內容：該段拍攝於中環一家24小時便利店，由梁朝偉飾演的店主有一項嗜好，即收集顧客遺留的鑰匙象徵「承諾的碎片」。張曼玉飾演的女性角色曾在此留下過一把鑰匙，此次醉酒歸來情緒激動，要求吃下店裡所有剩下的食物。店主僅剩蛋糕，她遂一塊接一塊地吃完。當她吃下最後一塊蛋糕後，嘴角沾著奶油昏厥過去。店主初想以紙巾擦拭其嘴角奶油，卻最終選擇以一種極其私密的方式完成此舉。該段故事的概念後成為2007年電影《藍莓之夜》的概念。
該短片後以《花樣年華2001》為名，被視為處於平行時空中的周暮雲與蘇麗珍之間發生的另一段故事。僅於2003年在坎城影展的大師班活動中放映，後於2025年《花樣年華》25週年導演特別版中再次公開上映。

### 背景

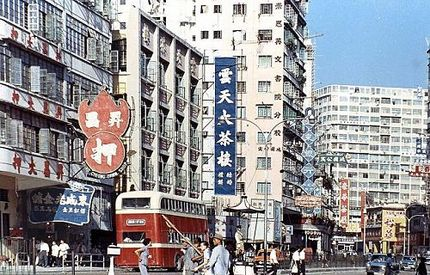
1960年代的上海街，本片亦以1960年代的香港為背景。

如同王家衛的早期作品《阿飛正傳》，《花樣年華》將背景設定於1960年代初的香港。這不僅反映王家衛對童年記憶中香港的懷舊情感，也代表該段作為香港歷史上極具特殊意義的時期，自1940年代末期，大批中國大陸居民為逃避國共內戰與政治動盪而南遷香港，並在此地建立起相對安穩的新生活。進入1960年代，這些社群逐漸在本地扎根，逐漸建立起穩定的家庭與根基。片中所描繪的華人社區即以這些背景為基礎，特別是來自上海的移民社群，他們有著別於獨立於本地粵語社會的語言、電影與音樂文化，只觀看上海出品的電影、聆聽江南流行樂，並保有屬於自身的生活儀式與習慣。王家衛自身便出身於這樣的環境，他希望藉由本片重現那段漸被遺忘的都市氛圍。儘管該過程充滿反覆嘗試與錯誤的調整。
本片故事被設定在1962年，後來曾擴展至1972年，原本構思是橫跨兩位主角十年人生的敘事。不過在歷時14個月的拍攝之後，劇組意識以他們的方式根本無法完成這樣規模的作品。最終在剪接階段決定放棄1970年代的部分，將結尾定格於1966年。談及與《阿飛正傳》的關聯，王家衛指出，《阿飛正傳》對他而言是對1960年代極其個人的再詮釋，而《花樣年華》則是有意識地對當時的「現實」進行重建。他想呈現的是當代人的日常生活、居家空間、鄰里關係等種種細節。當拍攝1962年的場景時，美術指導張叔平曾問他：「我們現在真的在拍《阿飛正傳》的續集嗎？」王家衛坦言，自己其實永遠不會去拍原本構思中的《阿飛正傳 Part II》，因為那個故事對他來說已不再具有原初的意義。但《花樣年華》在某種層面上，仍能視為「他當下所能構思的續集」。
對於「1966年」作為全片結束的年份，王家衛指出，該年為香港歷史發展中的一個重要轉捩點。當年，中國爆發文化大革命引發多重連鎖效應，促使香港，特別是早年遷居至香港的居民感受到動盪的陰影籠罩，重新審視自身所處的環境與未來，亦喚起遷徙與不安的集體記憶。王家衛形容1966年既象徵著一個時代的終結，也預示著另一個時代的開啟。
談及電影拉丁音樂元素的來源時，王家衛亦提及他對拉丁美洲文學的長期熱愛。他指出，拉丁美洲人與義大利人之間，乃至與中國人之間，存在某種文化上的相似性。尤其是在對女性形象的描繪上，例如女性的嫉妒心、激情表現與家庭觀念等方面，拉丁音樂風格在1960年代的香港夜生活中佔有一席之地。當時，許多駐場於香港夜總會與餐廳的菲律賓樂隊，使這種風格逐漸融入香港的都市文化。基於這樣的文化背景與個人偏好，王家衛選擇將拉丁音樂元素納入其電影之中。

### 選角
劇中的兩個主要角色「周慕雲」與「蘇麗珍」，分別由梁朝偉與張曼玉飾演，兩人皆為王家衛長期合作的核心演員。導演特意安排這對角色各自的配偶始終未在鏡頭中現身。王家衛曾表示，這種結構設計受到阿根廷作家胡利奥·科塔萨尔筆下作品的啟發。片中周慕雲與蘇麗珍的情感發展，起始於雙方共同發現各自配偶的不忠，並在彼此慰藉的過程中逐漸建立情感聯繫。兩人一方面試圖重現其配偶之間的互動，以理解背叛的過程與動機，另一方面亦在這種角色扮演中產生情感依附。王家衛指出，兩位角色在劇中曾立下誓言「絕不會像他們一樣」，試圖壓抑彼此之間的情感越界。然而，電影對於這段誓言是否真正遵守，刻意保留曖昧空間。
張曼玉參與《花樣年華》的契機源於與王家衛的私人交流。當時她剛完成與法國導演奥利维耶·阿萨亚斯合作的電影《迷离劫》，並與阿薩亞斯同居於巴黎。而王家衛則正好在巴黎宣傳《春光乍洩》。兩人在共進晚餐時提起合作事宜，張曼玉表示自《東邪西毒》以來雙方已久未合作，並主動提議再拍一部電影，且明確表示希望與梁朝偉搭檔演出。
在電影中，張曼玉飾演的角色蘇麗珍在各場戲中共更換多達20至25套旗袍，成為《花樣年華》最鮮明的美學象徵之一。這些旗袍由張叔平設計，並由如梁朗光、殷家萬等旗袍師傅手工製作，採用中國絲綢、泰國絲、亞麻、棉布與合成纖維等各式布料。由於正片採用極度節制的剪輯方式，場景重複、畫面簡潔，服裝的頻繁更換反而產生類似時裝秀般的節奏感。王家衛曾指出，電影的核心創意之一便是「重複」，如同音樂中主旋律的反覆重現。片中常見的走廊、樓梯、時鐘與窗簾等場景與物件，表面看似一成不變，實則藉由這些空間的反覆出現，即使空間與構圖看似一成不變，但真正產生變化的仍是人物關係與內心情感的漸變。
關於周慕雲這一角色，王家衛最初的構想是讓梁朝偉飾演的角色少一些靈性，更多地展現出一種被背叛後的怨恨與復仇心理。他原本設定周慕雲是一位受傷的男人，但這種受傷並非來自心碎，而是出於深層的憤怒。他並不打算向妻子報復，而是試圖「拆解」張曼玉飾演的蘇麗珍，以此證明她與自己不忠的妻子本質上並無不同。這種動機帶有某種心理上的殘酷性，類似詹姆斯·史都華在希區考克1958年電影《迷魂記》飾演的史考提對女性角色的執著。根據梁朝偉的訪談，他在《花樣年華》中的表演風格刻意與以往作品不同。他嘗試一種極簡的演繹方式，盡可能減少面部表情與台詞，用內斂節制來表達角色情緒。梁坦言，這種方式對他而言極具挑戰性且相當痛苦，因為他無法透過傳統方式釋放情感。起初，周慕雲被設定為一位性格溫和、內向的工薪階層，其內心波動幾乎難以從外表察覺。隨著拍攝進行，梁朝偉開始思考是否可以賦予角色更多層次，甚至曾向王家衛提議是否可以將周慕雲塑造成一種「反派」角色。然而，隨著創作進程推進，王家衛最終選擇淡化這種報復性的元素，儘管其陰影仍隱約留存在最終成片之中。
王家衛表示，從一開始他便無意拍攝一部傳統的「外遇電影」，因為此類作品的情節發展過於可預期，結局通常無非是私奔或重歸家庭。他更感興趣的是在這樣壓抑的情境，人與人之間如何互動、如何壓抑情感，又如何共享秘密。根據在2025年的專訪中所言，王家衛對本片主題的闡釋如下：
當時《花樣年華》是我拍過最艱難的作品之一。但現在回想起來，我記得的卻是那些細微的片刻。時間總會把記憶的稜角磨平。或許這部電影之所以能流傳下來，是因為它其實並不只是關於1960年代的香港，而是探討一些更根本的東西：人與人之間如何建立連結，我們如何在慾望與克制之間游走，又如何透過編織故事來理解自己的人生。這些問題從不過時，每一代人都得自己尋找答案。

### 拍攝
《花樣年華》於1999年初在香港開拍，但受亞洲金融危機影響，投資意願低落，導致本片及《2046》的籌備一度中斷。隨後劇組轉往泰國拍攝，最終又移師柬埔寨，整個拍攝過程歷時約15個月。電影的攝影由杜可風與李屏賓共同負責。在製作過程中，由於杜可風同時參與其他項目，李屏賓接替了他的工作。李屏賓因與侯孝賢的合作而聲名遠播。在最終的影片中，兩位攝影指導均獲得了平等的榮譽。影評人東尼·雷恩斯（Tony Rayns）在評論王家衛的另一部電影時指出，兩位攝影師各自的風格在王家衛的美學中得到了完美融合。與王家衛之前的所有作品一樣，《花樣年華》依然是使用底片拍攝，而非數位攝影。
王家衛原先計劃在香港完成《花樣年華》的大部分拍攝，但這一決定並未使製作變得更加順利。自1960年代以來，香港的城市面貌已經歷重大變遷，這不僅使得尋找合適場景變得困難，也進一步激發他對歷史準確性的追求。王家衛並不喜歡在攝影棚內工作，更不願使用特效來模仿過去的景象。攝影指導杜可風後來回憶，在製作過程中，包括街道、建築乃至繩上晾曬的衣物等細節，都是不可或缺的元素，它們能夠為演員的表演與整體敘事注入真實的生命力。隨著拍攝的進行，故事輪廓也在不斷地修改和調整。部分外景與飯店場景實際在泰國曼谷的老舊街區完成，而接近片尾的部分段落則設定於新加坡。
對於劇中如麻將戲與餐廳晚餐場景，尤其蘇麗珍與周慕雲首次確認彼此配偶發生婚外情的關鍵場景均攝於西餐廳。王家衛原先設定的拍攝地點為皇后飯店，該餐廳曾是1950至60年代本地人心中頗具代表性的西餐廳，然而在開拍前已歇業。最終劇組選擇了同樣風格的金雀餐廳作為替代場景。在原先的構想，王家衛計劃以「十頓飯」作為結構主軸，逐步揭示蘇麗珍與周慕雲如何在一次次共進晚餐的過程發現配偶出軌的事實，並然而在實際拍攝過程，電影內容逐漸變得更為內省與情感壓抑，王家衛坦言「越拍越長」，最終放棄該結構。

#### 柬埔寨

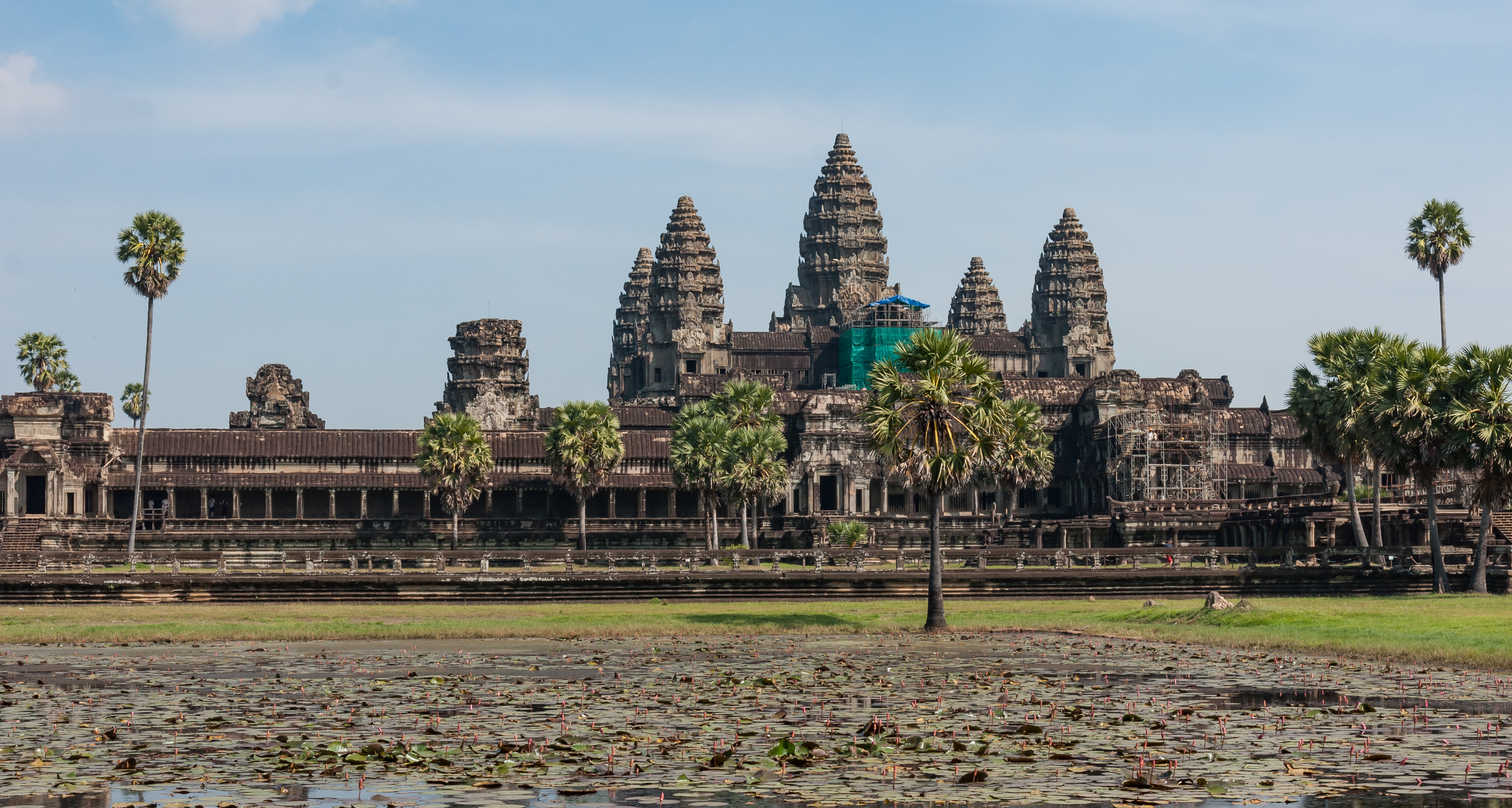
吳哥窟在片尾作為主要地點出現。

電影中，柬埔寨的拍攝地點與電影前期主要出現的香港，以及短暫的新加坡形成鮮明對比。尤其劇中吳哥窟從多個角度進行拍攝，使用廣角鏡頭展現，畫面沐浴在陽光下，與電影中幾乎從未見過陽光的香港幽閉空間和狹窄街道形成對比。這場景發生在主要事件發生幾年後，因此也起到了疏離作用：將所有先前的場景視為過去，並將它們重新定位為記憶的一部分。
王家衛表示，在柬埔寨的拍攝僅為偶然。他們需要一些視覺上與電影其他部分形成對比的元素。就像室內樂中的配器需要某種平衡感，也需要一些與自然和歷史有關的元素。當時拍攝團隊在曼谷拍攝，並探訪了當地的寺廟，但並未找到足夠強烈且合適的地點。泰國的製片經理建議他們前往吳哥窟。王家衛最初覺得這個建議很瘋狂，但製片經理保證這不會太難。他說服王家衛團隊只需五天時間，因為後期製作還需要返回香港，且坎城影展的期限迫在眉睫。多虧了製片經理的關係網，他們在48小時內就從柬埔寨政府獲得了拍攝許可。原本計劃在柬埔寨新年期間拍攝一天，但最終拍攝了三天。
在得知夏爾·戴高樂曾於任內訪問柬埔寨後，王家衛決定將這一歷史細節納入電影情節。對他而言，戴高樂象徵著殖民時代的終結，而殖民背景的消逝正好呼應《花樣年華》主題中對過去時代的告別與懷舊。拍攝團隊曾長時間討論是否應讓梁朝偉與張曼玉的角色在吳哥窟重逢。最終，他們決定保留情感上的曖昧與懸念，未安排兩人相遇。刪減片段中曾拍攝過周慕雲在吳哥窟偶遇蘇麗珍的場景，但該橋段最終未納入正片。

### 後製
《花樣年華》於2000年5月提交給坎城影展。該片的製作和後期處理過程非常混亂。電影幾乎未能趕上影展的最後期限。最初，在擔任坎城影展主席的吉爾·雅各布的邀請下，王家衛將尚未完成的電影送入2000年影展的主競賽單元。剪接師張叔平從電影拍攝的初期就開始參與剪輯工作。王家衛鼓勵他儘快完成最終剪輯並提出了建設性的批評意見。
電影的中文片名《花樣年華》，意指「花開的年代」或「青春年華」，比喻青春、美麗與愛情的稍縱即逝。這個名稱源自1946年同名電影中由周璇演唱的歌曲〈花樣的年華〉。該曲出自「孤岛时期」的上海，藉對美好過往的懷想，間接映射相孤島時期的現實。王家衛亦在2000年拍攝的同名短片《花樣的年華》中取材自此曲，藉此延伸其對過往記憶與逝去年代的情感主題。
至於英文片名《I'm in the Mood for Love》則在後期剪輯階段才最終確定。起初，王家衛原計劃將片名定為《秘密》（Secrets），但坎城影展方面認為此片名無法充分體現王家衛電影的特色，並建議他對片名進行修改。王家衛後在聆聽英國歌手布萊恩·費瑞與羅西音樂發行的精選專輯《愛的奴隸：民謠精選》（Slave to Love: The Best of Bryan Ferry）時，受到其中翻唱的〈I'm in the Mood for Love〉一曲啟發。該曲原為20世紀中期的爵士标准曲，也曾多次被翻唱。由於王家衛早期作品中經常引用西方流行歌曲，他認為這首歌的氛圍與電影主題相契合，因此選定其作為英文片名。此曲也在香港與美國版預告片中作為背景音樂使用。
在剪輯過程中，其中唯一一場涉及周慕雲與蘇麗珍的激情戲被刪減。王家衛回憶道，他在最後一刻決定去除這場戲，並表示：「我突然覺得，我不想看到他們發生關係。」他還告訴了剪接師張叔平這個決定，而張叔平則表示他也有同樣的想法，只是不曾告訴王家衛。最終這場戲被剪掉後，只保留了一幕在計程車裡牽手的畫面。

## 音樂
由梁朝偉及吳恩琪合唱、陳珊妮作曲的同名單曲於2000年11月發行，該曲亦為梁朝偉的首張國語EP。

### 配樂
《花樣年華》的配樂由麥可·蓋拉索擔當，涵蓋多元風格與時代背景，結合華語老歌、西方古典音樂與拉丁美洲歌曲，主要配樂包括：
- 梅林茂：〈夢二のテーマ〉（原為铃木清顺導演電影《夢二（日语：夢二）》之配樂）
- 麥可·蓋拉索（英语：Michael Galasso）：〈吳哥窟主題〉（Angkor Wat Theme）、〈ITMFL〉、〈卡薩諾瓦／長笛〉（Casanova/Flute）
- 納·京·高爾：〈Aquellos Ojos Verdes（英语：Aquellos Ojos Verdes）〉、〈Te Quiero Dijiste〉、〈Quizás, Quizás, Quizás（英语：Quizás, Quizás, Quizás）〉
- 布萊恩·費瑞：〈I'm in the Mood for Love〉（該曲未出現在電影正片中，僅收錄於部分版本原聲帶，如法國發行之雙CD版，亦為英文片名的靈感來源）
- 周璇：〈花樣的年華〉
- 潘迪華：〈美丽的梭罗河〉

此外，片中所選用之評彈、粵劇、京劇與嶺南音樂，皆為歷史錄音版本。

## 發行
《花樣年華》最初於2000年5月在第53屆坎城電影節首映，並入圍主競賽單元金棕櫚獎；同年9月29日於香港正式上映。

#### 數位修復與重映
2020年，為紀念王家衛出道作《旺角卡门》發行30週年，《花樣年華》與其餘七部王家衛作品共同進行4K數位修復。此修復計畫由王家衛親自監督，由美國标准收藏與義大利博洛尼亞的影像修復機構L’Immagine Ritrovata共同執行。原計劃於2020年5月第73屆坎城影展進行首映，並展開限量院線重映，惟因COVID-19疫情取消放映安排。同年10月，修復版改於法國里昂盧米埃電影節首映，而原定於紐約林肯中心6月放映亦延至同年11月改為線上放映形式。
2025年2月14日，為慶祝上映25週年，《花樣年華》再度推出25周年導演特別版，該版本中增添9分鐘先前未公開片段，並於中國院線以一般及IMAX格式上映，後於4月10日於香港重映。。

#### 家用媒體與數位發行
本片自上映以來曾多次發行DVD與藍光影碟，其中最具代表性者為2012年由美國標準收藏發行之高畫質數位修復版。而在2020年的進行數位重修，部分版本在畫面比例、色調處理及旁白設計上進行修改，引發部分影迷與評論者討論。王家衛對此表示：「我邀請觀眾與我一同重新出發。這些作品已不再是當年的電影，我們也早已不是當年的觀眾。」
2021年，王家衛以NFT形式發行了一部長92秒的短片《花樣年華——一剎那》（In the Mood for Love – Day One），該片由拍攝首日的未採用素材剪輯而成，構建出一條全新敘事線，梁朝偉與張曼玉飾演與正片中不同的角色。該作品隨王家衛其他電影相關紀念品一併於蘇富比拍賣。

## 票房
2000年《花樣年華》在香港上映期間，總票房收入為港幣8,663,227元。11月在中国内地，北京、上海、广州、武汉、沈阳五大城市上映，累计票房约1000万元人民币。
2001年2月2日，本片在北美六個城市上映，首週末票房收入為113,280美元（每個螢幕平均18,880美元）。最終北美票房總收入為2,738,980美元。DVD版中還包括一段由老電影素材剪輯而成的回顧片段，展示了中國經典影片的影像。全球總票房收入達1,285萬4953美元。
2025年2月14日，在中国内地重映，首日票房突破2000万元，上映12天票房达5231万元，最终票房6164.9万人民币。

### 批判性評價
根据評論匯總网站爛番茄汇总的187篇评论文章，92%的评论家给予该作正面评价，平均打分为8分（满分10分）。该网站总结的评论家共识是“一部精美的作品，展現了張曼玉和梁朝偉的卓越表現，標誌著王家衛時尚風格的沉痛演變。《花樣年華》是一場令人心碎的迷人誘惑。”
在Metacritic上，28位影評人共給予了87分的分數（滿分100分），這部電影獲得了「一致好評」。
《芝加哥太陽報》的羅傑·艾伯特（Roger Ebert）給予本片四顆星中的三顆星，並稱其為「一個關於單相思的華麗故事」。《紐約時報》的埃爾維斯·米切爾（Elvis Mitchell）形容其為「可能是今年最令人驚艷的電影」。
《滾石》雜誌的彼得·特拉弗斯（Peter Travers）寫道：「若由庸碌的導演來拍，《花樣年華》可能會變成一部帶有輕佻幽默的性喜劇；但在王家衛的掌舵下，這部電影充滿了細膩與情感。《衛報》的彼得·沃克（Peter Walker）則將本片描述為他「最喜愛的電影」，他表示：「它提供了對生活基本問題的深刻與感人的反思。這是一部關於愛情的電影，但也涉及背叛、失落、錯失的機會、記憶、時間的殘酷流逝、孤獨——這個清單還會繼續。」《帝國雜誌》的David Parkinson為本片打出了五顆星中的五顆，寫道：「表演精湛，攝影美麗。這是一部真正浪漫的愛情電影，構成了絕妙的電影藝術。」

## 影響
《花樣年華》被廣泛譽為「定義時代的電影」，以其細膩的情感描繪與極具風格的美學展現了奢華中的克制與情感的堅韌，同時傳達出一種漂泊不定、壓抑而無言的感傷。其影響力遠遠超出電影範疇，深深滲透進全球的時尚設計與社交媒體文化中。包括蘇菲亞·柯波拉與巴里·杰金斯等多位知名導演皆表示，《花樣年華》對其創作視野具有深遠影響。
王家衛獨特的視覺語言與敘事節奏也深受後來電影創作者引用與致敬。其中，導演組合「丹尼爾」在其執導的2022年電影《媽的多重宇宙》中，即有明確向《花樣年華》致敬的段落。

### 榜單排名
自2000年上映以來，《花樣年華》持續受到國際媒體與評論界的高度評價，並多次入選各大電影排名與歷史榜單：2000年，《Empire》雜誌將其列為「全球電影100強」第42名。並在《時代》雜誌亞洲版將其選為「年度十大最佳影片」之一。2005年，香港電影金像獎協會評選本作為「最佳華語電影一百部」之一。
2008年，《娛樂周刊》（Entertainment Weekly）將其列入「1983年至2008年100部最佳電影」，排名第95位。並入選《時代》雜誌亞洲版評選「年度十大最佳影片」。
2009年，《Time Out》評選其為2000年代第五大最佳電影，稱其為「新千禧年最完美的未完成愛情故事」。CNN評選其為「影史18部最佳亞洲影片」第1名。《電訊報》和《泰晤士報》共同評選「過去10年100部最偉大電影」，分別將其排於第29位與第37位。《泰晤士報》另一榜單「近十年最佳電影」中，《花樣年華》排名第1位。《Sight & Sound》評選「過去十年世界最佳30部電影」，《花樣年華》亦名列其中。英國 tMF 評選「21世紀電影50強」，該片排名第18位。
2010年，《帝國》再次將其列入「100部最偉大非英語片」第42位。2011年，《星期日泰晤士報》將其列為「百大必看電影」（100 Must-See Films）第4名。同年，臺北金馬影展執行委員會票選本片為「影史百大華語電影」。2015年，於韓國釜山影展舉辦的「亞洲影史最偉大的一百部電影」票選中，《花樣年華》位列第3名，為中國電影中排名最高者。僅次於小津安二郎的《東京物語》和黑澤明的《羅生門》。
2016年，該片在BBC的「21世紀100大最佳電影」名單中排名第二，僅次於大卫·林奇的《穆荷蘭大道》2016年，英國廣播公司（BBC）評選「21世紀最偉大的100部電影」，《花樣年華》高居第2位，稱：「從來沒有一部電影能如此流利地用失落和慾望的通用語言來表達。」。在2018年，該片在BBC的「100部最佳外語電影」中排名第9，由來自43個國家209位影評人投票選出。2019年，《The Guardian》將其列為「21世紀最佳電影」名單的第五位 。2021年，該片在《Time Out》雜誌的「歷史100大最佳電影」名單中排名第8位。
2022年，《Sight & Sound》十年一度影評人票選中，《花樣年華》名列第5位，成為2000年代排名最高的電影，與《穆荷蘭大道》為唯一進入歷史前十的2000年代作品。該片亦為華語電影中排名最高者，獲得846位受訪影評人中42人提名為個人十大。。
2023年，爛番茄25週年特別企劃「影評人選出過去25年的最佳電影」中，《花樣年華》排名第6名。
2025年6月，《紐約時報》將《花樣年華》列入其「21世紀百佳電影」榜單中排名第4，在其“讀者選擇”版本中排名第12。
2025年7月，《滾石》雜誌評選的「21世紀百佳電影」榜單中《花樣年華》排名第2。

## 榮譽
| 頒獎典禮                       | 獎項             | 名字                   | 結果 |
| ------------------------------ | ---------------- | ---------------------- | ---- |
| 第20屆香港電影金像獎           | 最佳電影         |                        | 提名 |
| 第20屆香港電影金像獎           | 最佳導演         | 王家衛                 | 提名 |
| 第20屆香港電影金像獎           | 最佳男主角       | 梁朝偉                 | 獲獎 |
| 第20屆香港電影金像獎           | 最佳女主角       | 張曼玉                 | 獲獎 |
| 第20屆香港電影金像獎           | 最佳女配角       | 潘迪華                 | 提名 |
| 第20屆香港電影金像獎           | 最佳新演員       | 蕭炳林                 | 提名 |
| 第20屆香港電影金像獎           | 最佳攝影         | 杜可風、李屏賓         | 提名 |
| 第20屆香港電影金像獎           | 最佳剪接         | 張叔平                 | 獲獎 |
| 第20屆香港電影金像獎           | 最佳美術指導     | 張叔平                 | 獲獎 |
| 第20屆香港電影金像獎           | 最佳服裝造型設計 | 張叔平                 | 獲獎 |
| 第20屆香港電影金像獎           | 最佳原創音樂     | Michael Galasso        | 提名 |
| 第37屆金馬獎                   | 最佳劇情片       |                        | 提名 |
| 第37屆金馬獎                   | 最佳導演         | 王家衛                 | 提名 |
| 第37屆金馬獎                   | 最佳男主角       | 梁朝偉                 | 提名 |
| 第37屆金馬獎                   | 最佳女主角       | 張曼玉                 | 獲獎 |
| 第37屆金馬獎                   | 原著劇本         | 王家衛                 | 提名 |
| 第37屆金馬獎                   | 最佳攝影         | 杜可風、李屏賓         | 獲獎 |
| 第37屆金馬獎                   | 最佳造型設計     | 張叔平                 | 獲獎 |
| 第37屆金馬獎                   | 最佳美術設計     | 張叔平                 | 提名 |
| 第37屆金馬獎                   | 最佳原創電影音樂 | Michael Galasso        | 提名 |
| 2000年度香港電影評論學會大獎   | 最佳電影         |                        | 提名 |
| 2000年度香港電影評論學會大獎   | 最佳導演         | 王家衛                 | 獲獎 |
| 2000年度香港電影評論學會大獎   | 最佳編劇         | 王家衛                 | 提名 |
| 2000年度香港電影評論學會大獎   | 最佳男主角       | 梁朝偉                 | 提名 |
| 2000年度香港電影評論學會大獎   | 最佳女主角       | 張曼玉                 | 提名 |
| 2000年度香港電影評論學會大獎   | 推薦電影         |                        | 獲獎 |
| 第6屆香港金紫荊獎              | 最佳攝影         | 杜可風、李屏賓         | 獲獎 |
| 2000年度亞太影展               | 最佳攝影         | 杜可風、李屏賓         | 獲獎 |
| 2000年度亞太影展               | 最佳剪接         | 張叔平                 | 獲獎 |
| 香港特區十週年電影選舉         | 最佳女主角       | 張曼玉                 | 獲獎 |
| 2000年度歐洲電影大獎           | 最佳非歐洲電影   |                        | 獲獎 |
| 2000年加拿大滿地可電影節       | 最佳電影         |                        | 獲獎 |
| 2001年英國獨立電影大獎         | 最佳外語片       |                        | 獲獎 |
| 2001年法國凱撒電影獎           | 最佳外語片       |                        | 獲獎 |
| 2001年德國電影節頒獎禮         | 最佳外語片       |                        | 獲獎 |
| 第53屆康城影展                 | 最佳男主角       | 梁朝偉                 | 獲獎 |
| 第53屆康城影展                 | 最佳藝術成就大獎 | 張叔平、杜可風、李屏賓 | 獲獎 |
| 2001年智利 Valdivia 國際電影節 | 最佳電影         |                        | 獲獎 |
| 2001年紐約影評人協會電影獎     | 最佳外語片       |                        | 獲獎 |
| 2001年紐約影評人協會電影獎     | 最佳攝影         | 杜可風、李屏賓         | 獲獎 |
| 2002年美國國家影評人協會電影獎 | 最佳外語片       |                        | 獲獎 |
| 2002年美國國家影評人協會電影獎 | 最佳攝影         | 杜可風、李屏賓         | 獲獎 |
| 2002年阿根廷影評人協會獎       | 最佳外語片       |                        | 獲獎 |

## 衍生作品
- 本片及《2046》啟發了香港歌手方大同創作〈蘇麗珍〉一曲，收錄於《愛愛愛》一碟。
- 本片最後梁朝偉於吳哥窟的洞中留下心聲的一幕，被香港歌手吳雨霏以《吳哥窟》一曲為背景。

### 註解
1. 1 2  張耀揚與孫佳君的正面鏡頭在電影中未出現。

### 來源
1. ↑  BBFC. . www.bbfc.co.uk.   [2025-05-13] （英语）.
2. ↑  . BYU International Cinema.   [2025-05-13]. （原始内容存档于2023-06-29） （美国英语）.
3. ↑  . www.imagesjournal.com.   [2025-05-13]. （原始内容存档于2023-06-04）.
4. ↑  . 香港電影金像獎協會.   [2010-07-21]. （原始内容存档于2021-03-09）.
5. ↑  . BFI.   [2022-12-03]. （原始内容存档于2016-08-13） （英语）.
6. ↑  劉希彤. . 香港01. 2020-09-26  [2025-05-13]. （原始内容存档于2021-07-19） （中文（香港））.
7. ↑  聲活圈, Sound of Life. . Sound of Life.   [2025-05-13] （中文）.
8. ↑  洪昊賢. . p-articles.com.   [2025-05-13]. （原始内容存档于2025-01-20） （英语）.
9. ↑  周峻峯. . 香港01. 2018-06-09  [2025-05-13] （中文（香港））.
10. ↑  許育民. . 香港01. 2019-05-16  [2025-05-13]. （原始内容存档于2022-09-14） （中文（香港））.
11. 1 2 3 4 5 6 7 8 9 10 11  . BFI Southbank Programme Notes. 2023-03-06  [2025-05-13]. （原始内容存档于2024-12-10） （英语）.
12. 1 2 3 4 5  . BFI. 2025-04-03  [2025-05-13]. （原始内容存档于2025-05-13） （英语）.
13. 1 2 3  胡雅雯. . 香港01. 2020-10-30  [2025-05-13] （中文（香港））.
14. ↑  . A Day Magazine. 2025-02-14  [2025-05-14]. （原始内容存档于2025-05-14） （中文（臺灣））.
15. ↑  . South China Morning Post. 1998-10-25  [2025-05-13]. （原始内容存档于2025-05-13） （英语）.
16. 1 2 3 4  Kaufman, Anthony. . IndieWire. 2009-12-06  [2025-05-13]. （原始内容存档于2025-05-13） （美国英语）.
17. ↑  Nighthawk. . Wong Kar-Wai's Love Odysseys. 2017-09-28  [2025-05-14]. （原始内容存档于2025-05-14）.
18. ↑  . vocus.cc. 2025-04-23  [2025-05-14]. （原始内容存档于2025-05-14） （中文（繁體））.
19. ↑  . South China Morning Post. 2025-04-10  [2025-05-14]. （原始内容存档于2025-05-14） （英语）.
20. ↑  戴嘉達. . 香港01. 2017-04-01  [2025-05-13] （中文（香港））.
21. ↑  . www.orangenews.hk. 2022-09-26  [2025-05-13].
22. ↑  張淑芬. . 公視新聞網 PNN. 2024-10-04  [2025-05-13]. （原始内容存档于2024-10-04） （中文（繁體））.
23. ↑  . web.archive.org. 2011-06-29  [2025-05-13]. 原始内容存档于2012-10-07.
24. ↑  Maunder, Trish. . 2014-10-06  [2025-05-13]. （原始内容存档于2021-08-18） （美国英语）.
25. ↑  Dazed. . Dazed. 2024-05-21  [2025-05-13]. （原始内容存档于2025-05-13） （英语）.
26. ↑  bookshop, moom. . 香港01. 2022-02-15  [2025-05-13]. （原始内容存档于2024-02-04） （中文（香港））.
27. ↑  . Hypesphere.   [2025-05-13] （英语）.
28. ↑  賴家俊. . 香港01. 2020-08-05  [2025-05-13]. （原始内容存档于2021-07-25） （中文（香港））.
29. ↑  . imagesjournal.com.   [13 March 2016]. （原始内容存档于2023-06-04）.
30. ↑  Keslassy, Patrick Frater,Elsa. . Variety. 2020-02-19  [2025-05-13]. （原始内容存档于2024-11-28） （美国英语）.
31. ↑  Keslassy, Elsa. . Variety. 2020-07-15  [2025-05-13]. （原始内容存档于2023-09-06） （美国英语）.
32. ↑  Center, Film at Lincoln. . Film at Lincoln Center. 2020-11-13  [2025-05-13]. （原始内容存档于2024-09-18） （英语）.
33. ↑  . p-articles.com.   [2025-05-13] （英语）.
34. ↑  Comments, Adi Tantimedh |. . bleedingcool.com. 2025-01-20  [2025-05-13]. （原始内容存档于2025-02-07） （英语）.
35. ↑  莫匡堯. . 香港01. 2025-03-31  [2025-05-13]. （原始内容存档于2025-04-14） （中文（香港））.
36. ↑  Ehrlich, David. . IndieWire. 2021-03-25  [2025-05-13]. （原始内容存档于2024-12-04） （美国英语）.
37. ↑  Dry, Jude. . IndieWire. 2021-09-07  [2025-05-13]. （原始内容存档于2025-03-22） （美国英语）.
38. ↑  . Sotheby's.   [2025-05-13] （英语）.
39. ↑  . Harper's BAZAAR. 2021-09-07  [2025-05-13] （中文（臺灣））.
40. ↑  . 人民网. 2013-01-06. （原始内容存档于2025-07-25）.
41. 1 2  . Box Office Mojo.   [7 August 2010].
42. ↑  Wong, Kar-Wai. . Block 2 Pictures, Xian Longrui Film And TV Culture Media Co. 12 February 2001.
43. ↑  . 新浪财经. 2025-02-25. （原始内容存档于2025-07-20）.
44. ↑  . Rotten Tomatoes. Fandango Media.
45. ↑  . Rotten Tomatoes. Fandango Media.   [17 July 2023]. （原始内容存档于2025-05-13）.
46. ↑  . Metacritic. Fandom.
47. ↑  . Metacritic. CBS Interactive.   [10 April 2018]. （原始内容存档于2025-05-13）.
48. ↑  Roger Ebert. . RogerEbert.com. 16 February 2001  [21 November 2018].
49. ↑  Elvis Mitchell. . The New York Times. 30 September 2000  [21 November 2018]. （原始内容存档于21 November 2018）.
50. ↑  Peter Travers. . Rolling Stone. 2 February 2001  [21 November 2018].
51. ↑  Peter Walker. . The Guardian. 19 December 2011  [21 November 2018]. （原始内容存档于2017-03-18）.
52. ↑  David Parkinson. . Empire. 14 October 2015  [21 November 2018]. （原始内容存档于2018-11-21）.
53. ↑  Chayka, Kyle. . The New Yorker. September 2023  [20 January 2025].
54. ↑  . Oscars.org. Academy of Motion Picture Arts and Sciences.   [20 January 2025]. （原始内容存档于2025-02-04）.
55. ↑  . The Criterion Collection.   [20 January 2025]. （原始内容存档于2021-03-24）.
56. ↑  Bose, Swapnil Dhruv. . Far Out. 28 December 2022  [20 January 2025]. （原始内容存档于2025-05-13）.
57. ↑  Lee, Chris. . Vulture. 13 April 2022  [20 January 2025]. （原始内容存档于2022-04-16）.
58. ↑  . Empire. 2010  [7 August 2010]. （原始内容存档于2 December 2011）.
59. ↑  . Entertainment Weekly. 20 June 2008  [12 July 2013]. （原始内容存档于22 August 2010）.
60. ↑  . Time Out New York. 25 November 2009  [2 December 2009]. （原始内容存档于2021-11-29）.
61. ↑  Frater, Patrick. . Variety. 12 August 2015  [2025-05-13]. （原始内容存档于2015-09-25）.
62. ↑  . BBC. 23 August 2016  [2016-08-27]. （原始内容存档于2017-01-31）.
63. ↑  . BBC. 2016年8月23日  [2016年8月27日]. （原始内容存档于2016年8月23日） （英语）.
64. ↑  . bbc. 29 October 2018  [10 January 2021]. （原始内容存档于2020-12-25）.
65. ↑  . The Guardian. 13 September 2019  [17 September 2019]. （原始内容存档于2019-09-13）.
66. ↑  . Time Out. 8 April 2021  [2025-05-13]. （原始内容存档于2019-06-06）.
67. ↑  
Christie, Ian. . Sight & Sound. British Film Institute. 1 August 2012  [12 July 2013]. （原始内容存档于2 August 2012）.
68. ↑  . Rotten Tomatoes. Flixster.   [2023-08-20]. （原始内容存档于2023-08-20）.
69. ↑  Times, The New York. . The New York Times. 2025-06-23  [2025-07-21]. ISSN 0362-4331 （美国英语）.
70. ↑  Times, The New York. . The New York Times. 2025-07-02  [2025-07-21]. ISSN 0362-4331 （美国英语）.
71. ↑  Stone, Rolling. . Rolling Stone. 2025-07-01  [2025-07-21] （美国英语）.

## 外部連結
- 開眼電影網上《花樣年華》的資料（繁體中文）
- 豆瓣电影上《花樣年華》的資料 （简体中文）
- 时光网上《花樣年華》的資料（简体中文）
- AllMovie上《花樣年華》的资料（英文）
- 爛番茄上《花樣年華》的資料（英文）
- 香港影庫上《花樣年華》的資料（繁體中文）
- 互联网电影数据库（IMDb）上《花樣年華》的资料（英文）